# Bardane il Turco
Bardane, soprannominato il Turco (in greco Βαρδάνης ὁ Τοῦρκος?; fl. VIII secolo), fu un generale bizantino di origine armena che tentò di ribellarsi senza successo all'imperatore Niceforo I nell'803.
Generale delle truppe dell'imperatrice Irene, aspirando al trono, si fece proclamare Imperatore dall'esercito, di cui aveva il comando.
Nonostante fosse tra i principali sostenitori dell'Imperatrice Irene di Atene e suo generale, subito dopo la deposizione di lei fu nominato dal nuovo imperatore Niceforo comandante in capo delle truppe anatoliche.
In disaccordo con l'Imperatore per le posizioni religiose di questi, marciò nel luglio dell'803 alla volta della capitale, senza tuttavia ricevere l'appoggio della popolazione. A questo punto alcuni tra i suoi sostenitori disertarono da lui, riluttanti a scontrarsi con le forze lealiste, e Bardane stesso scelse di arrendersi. Scrisse quindi al suo competitore che deponeva le armi e che andava a farsi monaco. Ottenne allora il perdono, ma qualche tempo dopo Niceforo lo fece accecare. Ebbe comunque la possibilità di ritirarsi in un monastero, dove morì indossando l'abito talare.
La figlia Tecla sposò Michele II l'Amoriano, che aveva combattuto ai suoi ordini, e divenne imperatrice.

## Origini e inizi di carriera

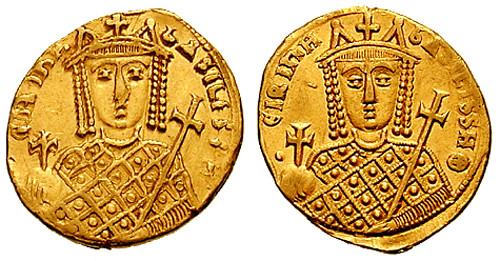
Solido d'oro dell'Imperatrice Irene (r. 797–802).

Niente è noto dei primi anni di vita di Bardane, e le sue origini sono incerte. Basandosi sul nome— una ellenizzazione del nome comune armeno Vardan—alcuni studiosi gli attribuiscono origini armene, benché il suo nomignolo Tourkos, forse affibbiatogli spregiativamente solo in seguito alla rivolta, possa suggerire origini cazare. Il bizantinista Warren Treadgold, basandosi sia sul nome sia sull'epiteto, ipotizza che potesse aver avuto sia origini armene sia cazare, opinione condivisa dallo storico Jean-Claude Cheynet. Cheynet congettura che fosse imparentato con un membro dell'entourage dell'imperatrice Irene di Cazaria, moglie dell'imperatore Costantino V (r. 741-775), che implicherebbe una certa prossimità di Bardane agli ambienti della corte imperiale.
Bardane coincide probabilmente con il patrikios Bardanios che viene menzionato nella Cronaca di Teofane Confessore nel resoconto degli eventi della seconda metà degli anni novanta dell'VIII secolo. Nel 795 era Domestico delle Scholae (comandante del reggimento di guardia delle Scholai), e fu inviato ad arrestare il monaco Platone di Sakkoudion reo di essersi opposto pubblicamente al secondo matrimonio dell'Imperatore Costantino VI (r. 780-797) con la nipote dello stesso Platone Teodota. Nel 797, in qualità di strategos (governatore militare) del Thema Tracesiano, lo stesso Bardanios appoggiò l'imperatrice madre Irene di Atene quando ella usurpò il trono al figlio. Il lunedì di Pasqua del 1 aprile 799, fu tra i quattro patrikioi (insieme a Niceta Trifillio, Sisinnio Trifillio e Costantino Boilas) che condussero i cavalli della carrozza dell'imperatrice in una unica processione trionfale dal Gran Palazzo alla Chiesa dei Santi Apostoli.
La stessa Irene fu detronizzata ed esiliata dal logothetes tou genikou (ministro delle finanze) Niceforo il 31 ottobre 802. All'epoca Bardane era ancora patrikios e strategos del thema dei Tracesiani, ma fu ben presto trasferito al comando del potente Thema Anatolico. Nell'anno successivo, probabilmente in vista della campagna contro gli Arabi conseguente al rifiuto da parte di Niceforo di continuare a versare il tributo annuale al Califfato abbaside, l'imperatore avrebbe nominato Bardane monostrategos (letteralmente generale unico, di fatto il comandante supremo) dei cinque themata anatolici dell'Impero, grado conferito esclusivamente in casi eccezionali. Tuttavia questa nomina non è certa: viene menzionato come monostrategos solo da fonti tarde, mentre le fonti coeve o di poco posteriori ai fatti lo menzionano semplicemente come lo strategos degli Anatolici. Non è da escludere che le fonti tarde avessero frainteso il significato del suo grado deducendo erroneamente che fosse il "generale di tutto l'Est" (Anatole in greco).

## Rivolta

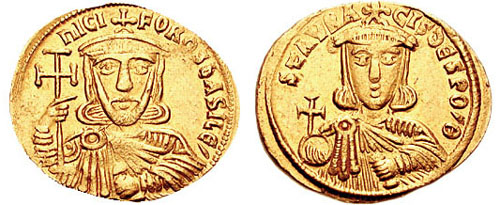
Solido d'oro di Niceforo I e del proprio figlio e co-imperatore, Stauracio.

Nel luglio 803 un esercito abbaside sotto il comando di al-Qasim, uno dei figli del Califfo Harun al-Rashid (r. 786-809), cominciò ad avanzare in direzione della frontiera bizantina. Poiché Niceforo si era rotto il piede ai primi di maggio, spettò a Bardane il comando dell'esercito bizantino da condurre contro gli Arabi. Ordinò pertanto alle armate tematiche dell'Anatolia di radunarsi nel thema Anatolikon. Il 19 luglio, Bardane fu proclamato imperatore dalle truppe dei themata Anatolikon, Opsikion, Thrakesion e Boukellarion. Tuttavia il thema Armeniakon non si unì ai ribelli, o per la sua tradizionale rivalità con gli Anatolici, o perché non si era radunato con il resto dell'esercito. Si è anche ipotizzato che Bardane possa aver preso parte alla repressione della rivolta degli Armeniaci del 793, il che spiegherebbe il mancato appoggio delle truppe del thema Armeniakon. Tra le cronache bizantine che forniscono un resoconto della rivolta di Bardane, il Teofane Continuato del X secolo e la Synopsis Chronike del XIII secolo indicano che le truppe furono mosse soprattutto da motivi di carattere economico. Niceforo aveva dato avvio a una rigorosa politica di riduzione delle spese al fine di risanare le finanze dello stato. L'Imperatore aveva revocato ai soldati il diritto all'esenzione dalle tasse sull'eredità, e aveva dilazionato la loro paga. Bardane, d'altra parte, godeva di buona reputazione, avendo diviso tra i soldati il bottino ottenuto nel corso delle campagne contro gli Arabi.
Per quanto concerne le motivazioni dello stesso Bardane, la situazione è meno chiara. Secondo i cronisti bizantini accettò controvoglia l'acclamazione a imperatore, dopo aver implorato invano i soldati di desistere dai loro propositi. Secondo una altra versione dei fatti tuttavia, prima della rivolta, Bardane, accompagnato dai suoi tre principali associati, Tommaso lo Slavo, Leone l'Armeno e Michele l'Amoriano, fece visita a un sant'uomo a Philomelion per farsi profetizzare gli esiti della rivolta. Il monaco avrebbe profetizzato correttamente il fallimento della rivolta, nonché il fatto che lo stesso Tommaso si sarebbe in seguito rivoltato e che Leone e Michele sarebbero stati in seguito imperatori. Benché si tratti presumibilmente di un racconto inventato a posteriori, essa potrebbe indicare che Bardane avesse premeditato la propria rivolta. A parte le ambizioni personali, Bardane era anche un membro dell'aristocrazia terriera nonché un devoto iconofilo e sostenitore del regime dell'Imperatrice Irene. Si ritiene dunque che rappresentasse l'opposizione da parte delle elite tradizionali alle politiche di Niceforo, sia in ambito confessionale, dove l'Imperatore si mantenne cautamente equidistante nei confronti di iconoclasti e iconofili, sia nella sfera socio-finanziaria, dove nuove tasse sulla proprietà terriera e l'esproprio delle tenute ecclesiastiche danneggiarono i loro interessi. Su queste basi Treadgold ritiene che la rivolta costituisse una reazione all'usurpazione di Niceforo e mirasse, almeno ufficialmente, a reinstaurare Irene. Tuttavia, la morte di quest'ultima, sopraggiunta a Lesbo  l'8 agosto, privò i ribelli di legittimità.

L'Asia Minore bizantina e la regione di frontiere arabo-bizantina all'epoca della rivolta di Tommaso

La rivolta probabilmente ebbe inizio ad Amorio, il capoluogo del thema Anatolico. Da lì l'armata ribelle, che costituiva all'incirca la metà delle forze militari a disposizione dell'Impero, marciò a sud e a ovest, seguendo la strada militare che conduceva a Nicomedia e da lì a Chrysopolis, città separata dal solo Bosforo dalla capitale imperiale, Costantinopoli. In questo luogo Bardane si accampò per otto giorni, temporeggiando nella speranza che nella stessa capitale scoppiasse una rivolta contro Niceforo. Al mancato concretarsi della rivolta nella capitale, a cui si aggiunse il malcontento della popolazione gravata dalla presenza delle sue truppe, ripiegò a Malagina dove pose la base della propria armata. In questo luogo due dei suoi associati, Michele l'Amoriano e Leone l'Armeno, lo abbandonarono defezionando in favore di Niceforo, che li ricompensò generosamente: Michele divenne Conte della Tenda mentre Leone fu nominato comandante del reggimento dei Foederati.
Tale diserzione demoralizzò ulteriormente Bardane, il quale, riluttante a scontrarsi in battaglia con l'esercito lealista, optò per una resa negoziata attraverso la mediazione di Giuseppe, il hegumenos (abate) del monastero Kathara che aveva ufficiato il secondo matrimonio di Costantino VI. Bardane ricevette una lettera, firmata dal Patriarca Tarasio e da alcuni importanti senatori, che garantiva che lui e i suoi subordinati non sarebbero stati puniti in caso di resa. Come ulteriore garanzia di buona fede, Niceforo inviò la propria croce d'oro insieme alla lettera. Soddisfatto delle garanzie ricevute, l'8 settembre Bardane lasciò la propria armata e, passando per Nicea, cercò riparo nel monastero di Herakleios a Cio. Da lì si imbarcò su una nave che lo portò sull'isola di Proti. Assumendo il nome monastico di Sabbas, Bardane entrò in un monastero di Proti che aveva fondato lui stesso in passato.

## Conseguenze della rivolta
In seguito al ritiro di Bardane, Niceforo lo destituì formalmente e gli confiscò gran parte delle proprietà. Gli altri generali tematici che avevano preso parte alla rivolta furono destituiti, mentre i vescovi metropolitani di Sardi, Amorion e Nicomedia furono puniti per l'appoggio ai ribelli con l'esilio sulla piccola isola di Pantelleria al largo della Sicilia, mentre i soldati delle armate anatoliche non ricevettero il soldo per un anno.
Nel dicembre 803 (per Treadgold nel 804), tuttavia, un gruppo di soldati "Licaoniani" (presumibilmente Pauliciani) sbarcarono a Proti e accecarono Bardane. Si trattava di un atto dal forte significato simbolico: l'accecamento era la punizione usuale riservata a eretici e ribelli, nonché agli imperatori detronizzati o altri rivali politici per impedire loro di accampare ulteriori pretese al trono. Molto probabilmente il mandante era lo stesso imperatore, benché, in successive dichiarazioni pubbliche davanti al senato, Niceforo avesse giurato di esserne estraneo. Gran parte degli studiosi sono propensi a credere nel coinvolgimento diretto di Niceforo, ma Treadgold ritiene più probabile che i soldati avessero agito autonomamente, dal momento che Bardane non costituiva più una minaccia credibile per l'Imperatore. In questa occasione, malgrado le pressioni ricevute dal Patriarca e dal Senato affinché punisse i responsabili, e nonostante avesse giurato di farlo, Niceforo li lasciò impuniti.
La rivolta di Bardane indebolì momentaneamente Bisanzio, ledendone la capacità di fronteggiare la minaccia araba sul fronte orientale, ma l'invasione di al-Qasim fu limitata, e la di gran lunga più imponente invasione del 806, condotta dal padre, non ebbe alcun scontro militare importante: Harun si ritirò dai territori invasi dopo la conclusione di una tregua in cambio di una somma modesta. Pertanto la rivolta non ebbe ripercussioni gravi sull'esercito o su gran parte dell'Anatolia. Nonostante ciò, fu un segno dell'insoddisfazione dei soldati per Niceforo, che si sarebbe manifestata in altre circostanze negli anni successivi e avrebbe costituito una fonte costante di problemi per tutta la durata del suo regno.

## Famiglia
Bardane era sposato con una donna di nome Domnika, da cui ebbe alcuni figli. Tecla, la moglie di Michele l'Amoriano, viene in genere identificata con una di essi sulla base del fatto che Teofane Continuato e Genesio attestano che Bardane diede in moglie due delle figlie a Michele l'Amoriano e a un altro dei suoi alleati. Treadgold identifica la seconda figlia con una donna chiamata o soprannominata Barka, da lui ritenuta la prima moglie di Leone l'Armeno, che l'avrebbe ripudiata subito dopo la sua ascesa al trono nel 813 per poter sposare Teodosia. Se tale identificazione fosse corretta, sarebbe quindi la vera madre del primogenito di Leone, Simbatio/Costantino. Teodosia, tuttavia, è l'unica moglie di Leone attestata con certezza, in quanto non vi sono prove a sostegno della congettura del divorzio e del secondo matrimonio. Leone viene anche definito un "cugino" di Bardane, ma non è chiaro se ciò vada inteso in senso letterale o con l'accezione di "cognato". Se la prima ipotesi è corretta, il legame di parentela avrebbe proibito tale matrimonio. Inoltre il racconto è molto probabilmente una invenzione a posteriori, ispirata dal matrimonio tra Tecla e Michele l'Amoriano. Viene attestato un figlio di nome Bryennios o Bryenes, che detenne una alta carica ufficiale nel 813. Viene attestata parimenti una figlia nubile e dal nome ignoto, nonché altri figli innominati e più giovani, nel 803; insieme a Domnika, essi ereditarono una parte dei beni di Bardane, mentre parte dell'eredità fu devoluta ai poveri, e il resto usato per fondare un piccolo monastero a Costantinopoli, dove si ritirarono.